# Phylloxiphia goodi
Phylloxiphia goodi är en fjärilsart som beskrevs av Holland 1889. Phylloxiphia goodi ingår i släktet Phylloxiphia och familjen svärmare. Inga underarter finns listade i Catalogue of Life.